# Асбах Уралт
Асбах Уралт (на немски: Asbach Uralt) – е търговска марка на най-старото немско бренди, наречена на името на собственика на фирма Хуго Асбах (на немски: Hugo Asbach), който е основал „компания за износ на немско бренди“ през 1892 година в град Rüdesheim am Rhein. Днес предприятието Асбах Уралт (на немски: Uralt – древен) е собственост на фирма Underberg GmbH.

## История
Хуго Асбах е бил по професия дистилатор и известно време живее и работи във Франция, преди да стане самостоятелен предприемач в Германия. Целта му е да произвежда немско бренди, равностойно на френските такива.
Първия продукт Хуго Асбах пуска на пазара под името „Рюдесхаймски коняк“ (на немски: Rüdesheimer Cognac).
През 1907 Асбах въвежда понятието „Вайнбранд“ (на немски: Weinbrand) като немското наименование за бренди, както и патентована търговска марка Асбах Уралт (на немски: Asbach Uralt). Първо понятието „Вайнбранд“ се използва като допълнение, тъй като е все още неизвестно за потребителите и се произнасяло така: „Weinbrand-Cognac“ (Вайнбранд-Коняк).
След Първата световна война, Версайския договор забранява специално на немски производители използването на термините „Коняк“ за своите продукти, затова е останала само думата „Вайнбранд“. А в 1923 забраната е въведена в немски винен закон. Ето защо „Вайнбранд“ се превръща в Германия в общ термин за този вид алкохол.
През 1924 Асбах изобретява нов продукт – шоколадови бонбони с пълнеж от коняк, които са били предназначени преди всичко за жените.
През 1936 г. Хуго Асбах умира. Синовете му Херман и Рудолф, както и на Франц Болтендал поемат ръководство на фирмата.
През 1937 г. е измислен и рекламния девиз „В Асбах-Уралт живее духът на виното“ (на немски: Im Asbach-Uralt ist der Geist des Weines).
По време на Втората световна война, през 1943, производството на коняка е било спряно и възобновено едва през 1950 година.
През 1980-те години приходите на фирмата са спаднали, а в 1991 семейство е продала предприятието на британската фирма United Distillers, дъщерна компания на групата „Гинес“.
През 1999 г. 50 % от акциите на фирма Асбах Уралт са купени от фирма Ундерберг и холандското предприятие Bols Royal, а през 2002 фирмата напълно се придобива от Ундерберг.
През 2001 г. само в Германия са били продадени 5,4 милиона бутилки Асбах Уралт.